# Kotangentknippe
Inom matematiken, speciellt i differentialgeometrin, är kotangentknippet av en slät mångfald vektorknippet av alla kotangentrum vid varje punkt på mångfalden. Den kan även beskrivas som dualknippet av tangentknippet.